# 大井曲棍球競技場
大井曲棍球競技場（日语：／ Ōi hokkē kyōgiba）是位於日本東京都品川區八潮和大田區東海之間的曲棍球場，是大井埠頭中央海濱公園其中一座體育設施。此處舉辦2020年夏季奧林匹克運動會曲棍球比賽。

## 概要
為了舉辦2020年夏季奧林匹克運動會曲棍球比賽，將大井埠頭中央海濱公園的第一球技場和第二球技場分別改建成曲棍球場主場地和副場地。

## 外部連結
- 大井ホッケー競技場 東京2020オリンピック・パラリンピック競技大会 （页面存档备份，存于） （日語）